# Macario Silva
Macario Silva Tavera, "el chato Silva" fue un general con idealismo villista que participó en la Revolución mexicana. Fue jefe villista de la zona del Bajío, después de la derrota de 1915, se hizo uno de los principales jefes del movimiento rebelde encabezado por Jesús Síntora, en Michoacán, de 1916 a 1918, quién a su vez fue quién hizo prisionero a Lázaro Cárdenas del Río con la colaboración del general José Altamirano, el 26 de julio de 1918. Los mencionados generales se dispusieron a fusilarlo pero en el camino se encontraron a su superior, quién tomó a Lázaro Cárdenas del Río y posteriormente se le escapó, otro cabecillas chavistas fueron Rafael Nares, "el manco" y Manuel Roa; a Macario Silva lo apodaban "el chato". Murió víctima de la influenza española el 15 de octubre de 1918 en Huacao, Municipio de Santa Ana Maya, Michoacán.